# Лотелл (Луїзіана)
Лотелл (англ. Lawtell) — переписна місцевість (CDP) в США, в окрузі Сент-Ландрі штату Луїзіана. Населення — 1066 осіб (2020).

## Географія
Лотелл розташований за координатами 30°30′46″ пн. ш. 92°11′0″ зх. д. / 30.51278° пн. ш. 92.18333° зх. д. (30.512650, -92.183209).  За даними Бюро перепису населення США в 2010 році переписна місцевість мала площу 10,74 км², уся площа — суходіл.

## Демографія
Згідно з переписом 2010 року, у переписній місцевості мешкало 1198 осіб у 484 домогосподарствах у складі 296 родин. Густота населення становила 112 осіб/км².  Було 535 помешкань (50/км²).
Расовий склад населення:
| - 49,6 % — чорних або афроамериканців - 46,4 % — білих - 0,2 % — корінних американців - 0,2 % — азіатів - 1,8 % — осіб інших рас |

До двох чи більше рас належало 1,8 %. Частка іспаномовних становила 2,4 % від усіх жителів.
За віковим діапазоном населення розподілялося таким чином: 27,6 % — особи молодші 18 років, 57,5 % — особи у віці 18—64 років, 14,9 % — особи у віці 65 років та старші. Медіана віку мешканця становила 38,0 року. На 100 осіб жіночої статі у переписній місцевості припадало 99,0 чоловіків;  на 100 жінок у віці від 18 років та старших — 96,2 чоловіків також старших 18 років.
Середній дохід на одне домашнє господарство  становив 65 569 доларів США (медіана — 47 500), а середній дохід на одну сім'ю — 83 531 долар (медіана — 51 635). За межею бідності перебувало 13,2 % осіб, у тому числі 30,5 % дітей у віці до 18 років та 20,9 % осіб у віці 65 років та старших.
Цивільне працевлаштоване населення становило 648 осіб. Основні галузі зайнятості: сільське господарство, лісництво, риболовля — 29,6 %, освіта, охорона здоров'я та соціальна допомога — 21,9 %, роздрібна торгівля — 12,5 %, виробництво — 10,5 %.